# 藤岡町大前
藤岡町大前（ふじおかまちおおまえ）は、栃木県栃木市の大字。郵便番号は323-1101。
　

## 地理
栃木市の南部、藤岡地域の中部、赤麻地区の西部に位置し、北で岩舟町静・岩舟町曲ケ島、東で藤岡町赤麻、南で藤岡町藤岡、西で藤岡町甲と接する。
東武日光線・栃木県道11号栃木藤岡線（藤岡街道）が字域内を南北に通過する。南部は藤岡町藤岡から連続した市街地となっており、藤岡街道沿いに住宅地が置かれている。北部は主に畑作地帯であり、住宅は点在するのみとなっている。
日光連山を背景に菜の花が一面に咲く光景から、とちぎのふるさと田園風景百選に認定されている。

### 河川
- 蓮華川

## 歴史
大前神社の石碑によると古くは「おおさき」と呼ばれていた。江戸時代には小さい沼が複数あり、コイ・フナ・ナマズなど川魚を獲る漁業が盛んであった。

### 沿革
- 1876年（明治9年）9月1日 - 小池村・飯塚村を編入する。
- 1889年（明治22年）4月1日 - 町村制施行により、赤麻村、大前村が合併し下都賀郡赤麻村が成立、赤麻村大字大前となる。
- 1955年（昭和30年）3月31日 - 赤麻村が藤岡町（旧）、三鴨村、部屋村と合併し下都賀郡藤岡町（新）が成立、藤岡町大字大前となる。
- 2010年（平成22年）3月29日 - 藤岡町が栃木市（旧）、大平町、都賀町と合併し栃木市（新）が成立。同時に地域自治区「藤岡町」が設置され、栃木市藤岡町大前となる。

## 世帯数と人口
2017年（平成29年）8月31日現在の世帯数と人口は以下の通りである。
| 大字       | 世帯数  | 人口    |
| ---------- | ------- | ------- |
| 藤岡町大前 | 691世帯 | 1,872人 |

### 人口の変遷
総数 [戸数または世帯数：  、人口：  ]
| 1891年（明治24年） | 203戸 1,133人   |
| 1982年（昭和57年） | 452世帯 2,032人 |
| 2012年（平成24年） | 645世帯 1,959人 |
| 2017年（平成29年） | 690世帯 1,884人 |

## 交通

### バス
- ふれあいバス
  - 藤岡線（栃木駅 - 川連 - 富田 - 和泉 - 藤岡 - 三鴨・谷中湖）
    - ニュー船前 - 小西屋前 - マルサ工業所前 - ながしお歯科医院前 - 小曽根電機前 - 海老沼医院前

### 道路
- 栃木県道11号栃木藤岡線（藤岡街道）

## 小・中学校の学区
市立小・中学校に通う場合、学区は以下の通りとなる。
|      | 小学校             | 中学校             |
| ---- | ------------------ | ------------------ |
| 全域 | 栃木市立赤麻小学校 | 栃木市立藤岡中学校 |